# 土屋公雄
土屋 公雄（つちや きみお、1955年2月2日 - ）は、日本の彫刻家、環境造形アーティスト。愛知県立芸術大学美術学部教授、武蔵野美術大学建築学科客員教授、日本大学芸術学部客員教授。
「所在/記憶」をテーマとし、解体された家屋の廃材や灰を素材とした作品は、国際的な現代美術展へも数多く出品。さらに世界各地より招待され、その土地や人々の記憶を刻むパブリックアートなどの彫刻作品を制作。国内では丸ビル正面エントランスに設置されたモニュメントや、東京空襲犠牲者追悼の平和モニュメント制作でも知られている。近年は「場」や「地域」の歴史・文化や環境に関わる、サイトスペシフィックなアートプロジェクトを展開している。

## 経歴
- 1955年　福井県福井市生まれ
- 1977年　日本大学芸術学部建築デザイン科卒業
- 1989年　ロンドン芸術大学チェルシーカレッジ美術彫刻科修士課程修了（Chelsea college of art and design）
- 1990年　プライマル・スピリット展(企画原美術館)/ロサンゼルスカウンティ美術館、ルフィーノ・タマヨ美術館(メキシコ)など巡回。「Eternity」フランスのヴァシィビエール現代美術センターで個展
- 1992年　「所在」青山スパイラルガーデンで個展
- 1993年　USIS米国務省のプログラムにてアースワークを視察
- 1996年　「虚構と記憶」原美術館で個展
- 1999年　森に生きるかたち展/箱根彫刻の森美術館
- 2000年　アートドキュメント2000樹霊三人展-構造・振動・記憶-/金津創作の森　シドニーオリンピック2000・モニュメント制作
- 2001年　東京空襲犠牲者追悼・平和モニュメント制作
- 2002年　第25回サンパウロ・ビエンナーレ
- 2003年　越後妻有アートトリエンナーレにて「創作の庭」を制作。「記憶の家/覚醒する時間」発電所美術館で個展。「未現像の記憶」ダブリンの5thギネスアートセンターで個展
- 2004年　作品「記憶の領域」が文化庁買上げとなる
- 2005年　アートドキュメント2005未現像の記憶―土屋公雄展/金津創作の森
- 2006年　日本のパブリックアート展/世田谷美術館
- 2009年　土屋公雄APT（アートプロジェクトチーム）設立
- 2010年　愛知県立芸術大学プロジェクトチームとして瀬戸内国際芸術祭に参加
- 2012年　「夢のあとに/交差する時間」福井県立美術館で個展
- 2015年　戦後美術クローズアップ展/東京都現代美術館

## 受賞歴
- 1990年　朝倉文夫賞受賞
- 1991年　現代日本彫刻展大賞受賞
- 1992年　神戸須磨離宮現代彫刻展優秀賞受賞
- 1993年　五島記念文化賞受賞
- 1999年　オナラリー賞受賞（英国）、ロンドン芸術大学より名誉学位授与。
- 2001年　奈良県景観調和デザイン賞受賞
- 2003年　本郷新賞受賞
- 2012年　福井新聞文化賞受賞

## 著書
- 『所在/土屋公雄彫刻作品集』（アトリエ出版社、1992年）
- 『記憶/土屋公雄彫刻作品集』（美術出版社、2001年）
- 『月を追いかけて－記憶と永遠をめぐる旅』（ティルナノーグ出版、2015年）